# 仁嫔金氏
仁嬪金氏（1555年—1613年），朝鮮宣祖的嬪御，本貫水原。父親金漢佑，外祖父李孝性。

## 生平
金氏幼時以宮女身分入宮依附表姐淑儀李氏（明宗後宮，後贈慶嬪），或許是李氏的幫助與推薦，她相當得到明宗王妃仁順王后的喜愛。宣祖元年（1568年）14歲（虛歲）被宣祖寵幸，直到宣祖六年（1573年）封為淑媛，後升昭容及淑儀，在恭嬪金氏死後取代她成為最受宣祖寵愛的後宮，之後又晉貴人。到了宣祖三十七年（1604年）封為仁嬪。
史書記載仁嬪金氏頗有心計，也許出身宮人的緣故，所以她的處事謙卑，對上恭敬，深得上殿的歡心。由於庶出的王子翁主必須以王妃（懿仁王后）為嫡母，因此當她的子女稱呼她為母親時，她非常不安，告知子女說她只是因為王妃未生育，所以代替王妃生孩子而已。懿仁王后重病時，金氏一直在旁守候，甚至親自幫她處理尿屎之事。懿仁王后死時，金氏表現得很傷心。據說當宣祖迎娶年少的繼妃仁穆王后時，後宮嬪御都憤恨不平，只有她依舊過日子，待年少的仁穆王后一樣恭順。儘管如此，為了擴張自身的勢力，她縱容其弟金公諒與大臣勾結，又向宣祖進讒言來剷除不同派別的朝臣，終究還是被視為後宮干政的代表人物。
仁嬪與宣祖育有四子（義安君李珹、信城君李珝、定遠君李琈、義昌君李珖）五女（貞慎翁主、貞惠翁主、貞淑翁主、貞安翁主、貞徽翁主）。仁嬪曾意圖讓信城君成為世子，不過最後卻由光海君捷足先登。之後仁嬪深怕在宣祖死後被光海君報復，因此轉而討好光海君，甚至在宣祖與光海君有嫌隙時幫忙從中化解，又將外甥女辛氏獻給光海君，所以光海君繼位後，相當尊敬仁嬪。仁嬪為了保護自己跟子女，做出不少不義之事，臨海君之事爆發時，她在光海君身邊出了不少主意。
1608年宣祖駕崩，仁嬪依慣例離宮，回私宅度過餘生。仁嬪之孫仁祖推翻光海君後，此後的朝鮮國王都是她的後代。
英祖時為她上宮號「儲慶」，園號「順康」，並追諡她為敬惠仁嬪，全稱儲慶宮敬惠裕德仁嬪。

## 家族
| 关系   | 姓名     | 备注                 |
| ------ | -------- | -------------------- |
| 高祖   | 金貴榮   |                      |
| 祖父   | 金順銀   |                      |
| 外祖父 | 李孝性   | 孝寧大君李補之後裔。 |
| 父     | 金漢佑   |                      |
| 前母   | 田氏     |                      |
| 生母   | 全州李氏 |                      |
| 異母兄 | 金公謹   | 前母田氏子。         |
| 姐     | 水原金氏 |                      |
| 姐夫   | 辛鏡     |                      |
| 外甥女 | 昭媛辛氏 | 光海君後宮。         |
| 弟     | 金公諒   |                      |
| 妹     | 水原金氏 |                      |
| 妹夫   | 朴致遠   |                      |

### 子孫
| 关系 | 姓名         | 生卒年         | 配偶/备注        |
| ---- | ------------ | -------------- | ---------------- |
| 子   | 義安君李珹   | 1577年－1588年 | 未娶卒。         |
| 子   | 信城君李珝   | 1578年－1592年 | 郡夫人平山申氏。 |
| 子   | 元宗大王李琈 | 1580年－1619年 | 仁獻王后具氏。   |
| 女   | 貞慎翁主     | 1582年－1653年 | 達城尉徐景霌     |
| 女   | 貞惠翁主     | 1584年－1638年 | 海嵩尉尹新之。   |
| 女   | 貞淑翁主     | 1587年－1627年 | 東陽尉申翊聖。   |
| 子   | 義昌君李珖   | 1589年－1645年 | 陽川郡夫人許氏。 |
| 女   | 貞安翁主     | 1590年－1660年 | 錦陽君朴瀰。     |
| 女   | 貞徽翁主     | 1593年－1653年 | 全昌君柳廷亮。   |

## 相關影視作品及飾演者
- 《朝鮮王朝五百年》—《壬辰倭亂（朝鲜语：임진왜란 (드라마)）》：1985年MBC電視劇，嚴侑信 飾。
- 《西宮（朝鲜语：서궁）》：1995年KBS電視劇，李漢娜 飾。
- 《醫道》：1999年MBC電視劇，張瑞希 飾。
- 《王的女子（朝鲜语：왕의 여자）》：2003年SBS電視劇，李惠淑 飾。
- 《不滅的李舜臣》：2004年KBS電視劇，金美羅 飾。
- 《桂月香》：2010年KCTV電視劇，元贞莲 飾。
- 《龜巖許浚》：2013年MBC電視劇，鄭詩雅 飾。
- 《火之女神井兒》：2013年MBC電視劇，韓高恩 飾。
- 《王的面孔》：2014年KBS電視劇，金奎吏飾。

## 附註
1. ↑  太宗嫡二子孝寧大君李補之後代，一說為江城都正之子李孝誠，不過根據英祖時期追贈仁嬪外祖父所下的教旨，應為李孝性。
2. ↑  《英祖實錄》85卷，英祖31年（1755年）6月14日（丙辰）
  - 贈淑儀李氏為慶嬪。淑儀即明廟後宮，而仁嬪表姊也，仁嬪少依焉，仍選入宣廟後宮。至是，上以仁嬪既上諡封園，淑儀當溯本而贈之，遂有是命。因親書墓碣，令畿伯竪之。
3. ↑  《宣祖修正實錄》11卷，10年（1577）5月1日紀錄3
4. ↑  宣祖實錄26卷,25年（1592）5月8日紀錄8
5. ↑  .   [2016-05-03]. （原始内容存档于2020-04-18）.
6. ↑  《光海君日記》71卷, 光海君5年(1613年) 10月 29日
  - 宣祖後宮仁嬪金氏卒。 【嬪生義安、信城、元宗大王、義昌四君及五公翁主, 有術數, 善於彌縫。 弟(金公亮)[金公諒]以賤官, 交結李山海父子, 山海遂以飛語, 通于內間, 讒大臣去之。 自此嬪得干政之剌, 而山海亦爲士論所棄矣。……】
7. ↑  《光海君日記》71卷, 光海君5年(1613年) 10月 29日
  - 【……及王在東宮, 數失宣廟意, 自大妃以下諸後宮, 遇東宮多不敬, 嬪獨厚事東宮, 其所欲爲, 皆密白上遂之。柳永慶之攻鄭仁弘, 宣祖方怒東宮, 嬪爲伸理得解。 及王卽位, 起臨海之獄, 嬪從中有力, 故元宗、義昌皆參定社功臣。 王嘗曰：“吾受庶母恩, 得保今日, 義不敢忘。” 是以終嬪之世, 元宗兄弟皆無恙。】
8. ↑  司憲府監察贈領議政金公墓碣「……娶田氏，生一男，曰公謹。後娶李氏，忠義衛孝性之女，孝寧大君補之後也。擧三女一男，宣祖大王後宮仁嬪金氏，卽其第二女也。……一女適歙谷縣令辛鏡，生二男三女。一女適朴致遠。亦有男一，男曰僉知公諒，無子，取前夫人田氏之裔俊德爲後。……」

## 外部連結
- 仁嬪金氏墓地-(儲慶宮) （页面存档备份，存于）
- 《朝鮮王朝實錄》 （页面存档备份，存于）
- 《仁嬪金氏神道碑銘》 （页面存档备份，存于）